# Acció social
Una acció social és el comportament que du a terme un individu enfront l'entorn on té en compte l'existència d'altres individus que interaccionen amb el mateix medi. L'acció espera una resposta per part d'aquella comunitat segons les normes preestablertes de conducta o experiències prèvies.
Una acció social pot ser, segons Max Weber:
- Racional = quan la raó guia l'acció (o la moral)
- Instrumental = destinada a aconseguir un objectiu considerat valuós
- Emocional = quan sorgeix de l'expressió de l'emoció davant els altres
- Tradicional = guiada pel costum

L'acció social és un comportament social complex, ja que preveu la reacció del conjunt i no solament d'un mateix o del medi, però és menys avançada que la relació social.
L'acció social aglutina diversos mecanismes de les entitats locals, l'Estat, les organitzacions de seguretat social o les institucions privades. Pot ser fruit d'associacions, fundacions, comitès d'empresa o mútues d'assegurances (en benefici dels seus contribuents). L'acció social es diferencia de l'assistència social pel seu caràcter discrecional.

## Marc històric

### Primeres expressions
Trobem actituds d’acolliment i atenció al llarg de tota la història. Aquestes, en els seus inicis es desenvolupaven en l’àmbit familiar i veïnal. L’acció social es donava en forma de caritat i solidaritat amb els més pròxims. Quan no era possible tenir ajudes dels sistemes naturals, aquestes persones podien arribar a situacions de rebuig i estigmatització, molts cops fins l'extermini.
A la Grècia clàssica, el pare fundador de la medicina, Hipòcrates, va considerar un nou plantejament per considerar malalties i situacions de discapacitat, portant aquestes afeccions a un pla biofísic on es podien desenvolupar formes de tractar-les de manera empírica, deixant de banda així les creences d’impuresa, de càstig diví i de monstruositat.
Amb la creació de l’Estat i el Dret a l'antiga Roma, que formaven la base d’organització i regulació de la vida social, neix també el concepte d’humanitas, creant institucions que podrien ben ser les precursores en l’àmbit de la beneficència i la protecció social. Es comencen a promoure accions socials com l'annona o el congiario, que promovien l’accés als aliments en els més necessitats.

### Edat mitjana
El cristianisme s'estén, i el concepte d’igualtat entre tots els homes amb ell. La caritat cristiana, en forma de almoina normalment, és clau, ja que moltes figures històriques troben en aquesta pràctica una nova forma de relacionar-se amb l’alteritat, que la canviaria per sempre, sent necessari per al bon cristià oferir ajuda i recursos als més desemparats per aconseguir la salvació i la redempció dels pecats. Des de aquesta nova perspectiva, l’acció social comença a institucionalitzar-se en forma d’hospitals, albergs, asils per a dements, infermeries de monestirs o leproseries, establint-se com una xarxa informal per tot Europa. Cal destacar també el treball d’algunes petites administracions locals, els gremis i altres institucions, ja que oferien una previsió de necessitats i de protecció social als afiliats. La pobresa es transforma en un problema social, i es donen les primeres lleis en contra de les persones empobrides. Amb normes de conducta per pidolar, dies fixos establerts per fer-ho i plaques identificatives, la pobresa va conèixer la repressió.

### Edat moderna
El Renaixement suposa un canvi en l’organisme feudal i eclesiàstic, donant pas a la beneficència pública. Organismes institucionals públics, ajuntaments, lideren aquest cop les noves formes de resposta i atenció a la pobresa. Es planteja una forma de pensament on per una banda es necessita reprimir encara la pobresa ampliant les legislacions anteriors i per un altre que l’home de peu de carrer ni les institucions ja no es poden fer més càrrec. Així s'estableix la necessitat d'una ajuda social pública per cobrir les situacions de necessitat.
Una figura important amb relació a l’acció assintencial és Joan Lluís Vives, humanista, filòsof i pedagog (1492 – 1540). Va ser a la ciutat de Bruges on va originar la seva obra «Tratado del socorro de los pobres» on exposava la necessitat de fer el be per a la existència de la societat. La ciutat de Bruges al comtat de Flandes (avui a Bèlgica) va ser el primer organisme públic en transformar la caritat en un plan municipal de beneficència a l’any 1526.
Espanya es suma tardanament, i a l’any 1821 es decreta la llei de beneficència general i després una segona, de més abast l’any 1849. Aquesta, amb un caire de control social, vol procurar una forma de salut pública i es categoritza als subjectes per tal de concloure de quantes prestacions es poden beneficiar o sobre quins cal internar. Aquestes dos pràctiques eren els eixos fonamentals d’actuació. La caritat o beneficència s'estava donant fins ara de una forma sense cap criteri o mesures establertes. En conseqüència de les assumpcions de poder estatals en les institucions assistencials, aquestes declaren una serie de filtres i criteris establerts i s'experimenta una racionalització i especialització de les pràctiques.
Als segles XVII i XVIII, a la fi de l'edat moderna, la pobresa es classifica en funció de la utilitat i la capacitat: poder treballar o no, ser-li útil a la societat.

### Edat contemporània
Amb la industrialització com a teloner i la disciplina com a norma, l’acció social sumant-li els principis francesos de la revolució, comença a entendre al marginat com un ésser més amb drets i deures cap a la societat. L'estat comença a prendre consciència del deure implícit en la seva concepció com a tal amb aquestes persones en risc de vulnerabilitat. Això representarà un desplaçament de l'església en benefici de l’acció pública i un nou plantejament per a les persones en situació de més necessitat sent un dret el fet de rebre una ajuda social. El moviment obrer genera els segurs socials que són l’origen del que avui coneixem con la seguretat social. Émile Durkheim, sociòleg i antropòleg (1858 –1917) va ser el primer en utilitzar el terme «integració social».

### De la Beneficència a l’Estat del Benestar
En acabar la Segona Guerra Mundial, es necessitava una reconstrucció social i econòmica immediata. Així, per mantenir la pau social i impulsar el desenvolupament, es van crear els estats de benestar. Aquests representen la responsabilitat de l’Estat a una sèrie de prestacions i drets, lligats a la dignitat, la llibertat, la salut i la seguretat, l'educació, la feina, l’habitatge, etc., procurant eines i recursos per a determinades persones per tal d’aconseguir certes quotes de benestar.